# Аглаофон
Аглаофон (грец. Ἀγλαοφῶν; 490—400 роки до н. е.) — відомий давньогрецький маляр, батько та вчитель видатного маляра Полігнота.

## Життєпис
Народився у м. Тасос на о. Тасос. Ймовірно був відомим та авторитетним художником свого часу. Особливістю його стилю було те, що при творчості використовувалася лише одна фарба на відміну від інших малярів. Втім стосовно особистого життя та творчості Аглаофона мало відомостей. Напевне брав активну участь у громадському житті не лише свого рідного міста, а й всієї Греції.

## Родина
Діти:
- Полігнот
- Арістофон

## Праці
Відомо лише про три картини Аглаофона:
- Алківіад (416 рік до н. е.). Присвящена Олімпійським іграм
- Немея. Присвячені Немейським іграм
- Ніка, що летить.